# Niedźwiadka Mała
Niedźwiadka Mała (biał. Малая Мядзвядка, Małaja Miadzwiadka; ros. Малая Медвядка, Małaja Miedwiadka) – wieś na Białorusi, w obwodzie grodzieńskim, w rejonie korelickim, w sielsowiecie Mir, nad Uszą.

## Historia
W XIX i w początkach XX w. położona była w Rosji, w guberni mińskiej, w powiecie nowogródzkim.
W dwudziestoleciu międzywojennym wieś leżąca w Polsce, w województwie nowogródzkim, w powiecie stołpeckim, w gminie Żuchowicze. W 1921 miejscowość liczyła 189 mieszkańców, zamieszkałych w 31 budynkach, wyłącznie Polaków. 188 mieszkańców było wyznania prawosławnego i 1 rzymskokatolickiego.
Po II wojnie światowej w granicach Związku Sowieckiego. Od 1991 w niepodległej Białorusi.